# Rhaphidophora oligosperma
Rhaphidophora oligosperma är en kallaväxtart som beskrevs av Cornelis Rugier Willem Karel van Alderwerelt van Rosenburgh. Rhaphidophora oligosperma ingår i släktet Rhaphidophora och familjen kallaväxter. Inga underarter finns listade.